# Уденхаут, Вим
Виллем (Вим) Альфред Уденхаут (нидерл. Willem Alfred (Wim) Udenhout; 29 сентября 1937, Тотнесс — 22 мая 2023, Парамарибо) — премьер-министр Суринама в 1984—1986 годах.

## Биография
Родился в прибрежном округе Корони (к западу от Парамарибо). Изучал английский язык, социолингвистику и историю Америки в Суринаме и Нидерландах. В 1966 году получил квалификацию преподавателя английского языка в Нидерландах, после чего преподавал в различных школах Суринама до 1970 года. Затем изучал английский язык и литературу в Лейденском университете.
С 1975 года работал в Парамарибо учителем и руководителем секции английского языка в Институте подготовки учителей (IOL). Был советником министра образования, искусств и науки. В 1982—1983 годах член Национального консультативного совета.
В период правления Национального военного совета с 3 февраля 1984 по 17 июля 1986 года был премьер-министром. В то же время с 1984 по 1985 год занимал пост министра иностранных дел, а с 1985 по 1986 год — министра финансов. Из девяти министров пять представляли военных, два — профсоюзы и два — бизнес-сообщество. В апреле 1985 года в правительстве возник конфликт вокруг министра труда Эдмунда Данкерлуи, что привело к отзыву представителей профсоюзов и формированию в июне 1985 года нового кабинета министров.
Последующий анализ правления Уденхаута показал, что социально-экономическая политика в эти годы была малоудачной, сопровождалась высокой инфляцией, сильным спадом внутреннего продукта и внешней торговли, а также чрезмерным снижением покупательной способности граждан. В то же время реальная политическая власть в те годы находилась в руках военных и тогдашнего командующего армией Дези Баутерсе.
В 1987—1988 годах — председатель Совета директоров Центрального банка Суринама, в 1987—1989 годах — советник сменявшихся премьер-министров.
С 1989 по 1997 год был послом Суринама в США, а также в Мексике, Канаде, Никарагуа — по совместительству и постоянным представителем в Организации американских государств (ОАГ).
В начале XXI века был председателем правления Фонда охраны Суринама, членом руководящего комитета Инициативы «Щит Гвианы» и советником президента Суринама.
Умер 22 мая 2023 года в возрасте 85 лет в университетской больнице Парамарибо.
Был женат, имел ребёнка.